# Andrea Santangelo (pallavolista)
Andrea Santangelo (Isernia, 19 novembre 1994) è un pallavolista italiano, opposto dell'Al-Ahly.

## Carriera

### Club
La carriera di Andrea Santangelo inizia nella stagione 2011-12 nella seconda squadra del Treviso con cui disputa il campionato di Serie B2; l'annata successiva è alla Lube, nella formazione giovanile, ottenendo talvolta qualche convocazione in prima squadra, in Serie A1.
Nella stagione 2013-14 veste la maglia del Brolo, in Serie A2, categoria nella quale milita anche nell'annata 2014-15 con la Libertas Brianza; per il campionato 2015-16 si accasa all'Aversa, in Serie B1, con cui conquista la promozione in Serie A2, che gioca con lo stesso club a partire dall'annata 2016-17. Nella stagione 2018-19 ritorna alla Libertas Brianza, sempre in serie cadetta.
Dopo aver iniziato la preparazione con il Tricolore, per l'annata 2019-20 si trasferisce in Corea del Sud ingaggiato dai Samsung Bluefangs, in V-League: rientra tuttavia in Italia già per il campionato successivo difenendo i colori dell'Olimpia Bergamo, in Serie A2, con cui si aggiudica la Coppa Italia di Serie A2/A3 e la Supercoppa italiana di Serie A2. È nella stessa divisione anche per le stagioni 2021-22 con l'Impavida Ortona, 2022-23 con il Cuneo e da metà campionato 2023-24 con il Pineto.
Nell'annata 2024-25 firma per la Prisma Taranto, in Superlega: tuttavia, a campionato in corso, si trasferisce all'Al-Ahly, con cui conclude la stagione, aggiudicandosi lo scudetto.

## Palmarès

### Club
- Campionato egiziano: 1

2024-25
- Coppa Italia di Serie A2/A3: 1

2020-21
- Supercoppa italiana di Serie A2: 1

2021